# Limnophora furcicerca
Limnophora furcicerca este o specie de muște din genul Limnophora, familia Muscidae, descrisă de Xue și Liu în anul 1990. Conform Catalogue of Life specia Limnophora furcicerca nu are subspecii cunoscute.